# Ödsmåls församling
Ödsmåls församling är en församling i Uddevalla och Stenungsunds kontrakt i Göteborgs stift. Församlingen ligger i Stenungsunds kommun i Västra Götalands län och ingår i Stenungsunds pastorat.

## Administrativ historik
Församlingen har medeltida ursprung. 
Församlingen var till 1 maj 1845 moderförsamling i pastoratet Ödsmål och Ucklum. Från 1 maj 1845 ingår församlingen i pastorat  tillsammans med Norums församling, till 1 juli 1972 som moderförsamling, därefter som annexförsamling.

## Kyrkobyggnader
- Ödsmåls kyrka

### Fotnoter
1. ↑  Nationell Arkivdatabas Referenskod: SE/141503000, läst: 14 augusti 2018.[källa från Wikidata]
2. ↑  Stift, kontrakt och pastorat i nummerordning med ingående församlingar 2020-01-01, SCB, läs online.[källa från Wikidata]
3. 1 2  Medlemmar i Svenska kyrkan i förhållande till folkmängd den 31.12.2019 per församling, kommun och län samt riket, Svenska kyrkan, läs online.[källa från Wikidata]
4. ↑  ”Förteckning (Sveriges församlingar genom tiderna)”. Skatteverket. 1989. http://www.skatteverket.se/privat/folkbokforing/omfolkbokforing/folkbokforingigaridag/sverigesforsamlingargenomtiderna/forteckning.4.18e1b10334ebe8bc80003999.html. Läst 17 december 2013.